# Gianni Bergamelli
Gianni Bergamelli (Nembro, 26 luglio 1930 – 10 agosto 2025) è stato un pittore italiano.

## Biografia e opera
Proveniente da una modesta famiglia di lavoratori, si dedica alla pittura da autodidatta a partire dagli anni Sessanta, esordendo nel 1967 con una mostra in via della Spiga a Milano, esponendo successivamente in una "prima personale" a Bergamo nel gennaio 1971, assieme al pittore Enrico Prometti.
Nel 1972 partecipa al Primo Incontro Artistico tenutosi ad Ardesio dal 23 luglio al 23 agosto, del quale verrà pubblicato un catalogo a cura del critico Umbro Apollonio. L'incontro vede la partecipazione di significative personalità del mondo dell'arte contemporanea, fra le quali: Enrico Baj, Agostino Bonalumi, Eugenio Carmi, Enrico Castellani, Lucio Fontana, Walter Fusi, Aldo Galli, Emilio Scanavino, Luigi Veronesi e molti altri.
Dagli anni Ottanta in poi, il pittore ormai affermato si distinguerà "per l'originalità della tematica neocostruttiva e concettuale", esponendo in quattro mostre personali successive. 
Nel 1977 vince il "Premio Bagnatica" indetto dal comune di Bagnatica e da Vittorio Bellini, mentre nel 1984 sarà fondatore, assieme ad altri sodali, del gruppo Enea Salmeggia a Nembro, attivo nella promozione culturale locale.
Le sue opere sono conservate in alcune collezioni pubbliche e private.